# Ruprecht 3. af Pfalz (Tysk-romerske rige)
Ruprecht 3. af Pfalz, også kendt som Rupert af Rhinen (født 5. maj 1352 i Amberg, Oberpfalz, død 18. maj 1410 på Burg Landskron (Reichsburg Oppenheim) nær byerne Oppenheim og Ingelheim am Rhein i Pfalz) var Tysklands konge fra 1400 til 1410.

## Kurfyrste og Pfalzgreve
Ruprecht 3. blev kurfyrste af Pfalz og regererende greve af Pfalz-Zweibrücken i 1398.

## Tysk konge
De tyske kurfyrster var utilfredse med Wenzel 4., og de beluttede at afsætte ham i 1400. Selv om Wenzel 4. levede helt til 1419, fik han ikke mulighed for at vende tilbage til den tyske trone.  
I stedet valgte kurfyrsterne Ruprecht 3. som konge. Ruprecht 3. var én af de tyske grevekonger, og han havde kun en begræset indflydelse udenfor sit eget grevskab.